# シュノーケル (潜水艦)

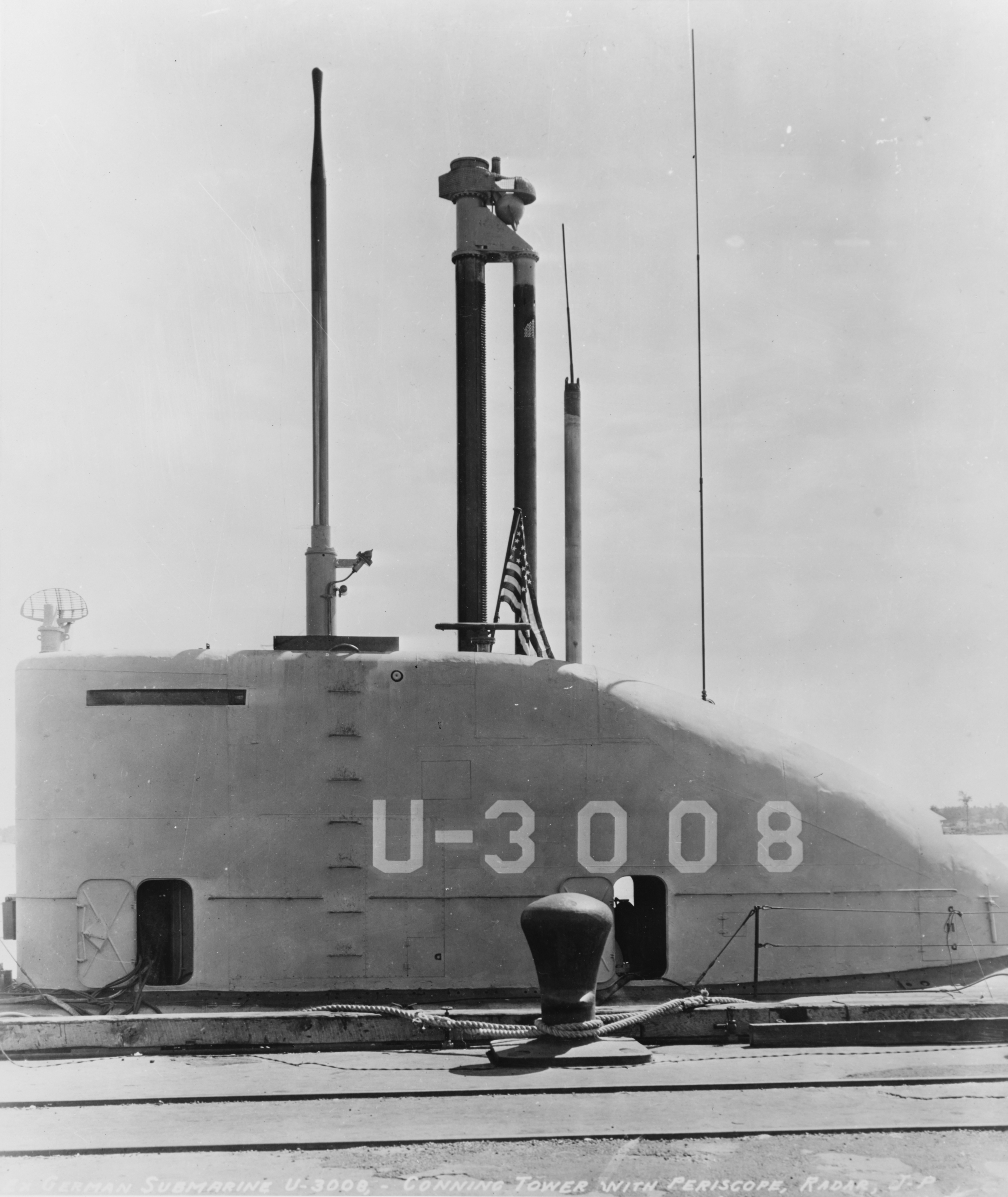
アメリカ軍に接収されたUボートXXI型（U-3008）。中央にある2本繋がれた円柱がシュノーケル

シュノーケル（submarine snorkel）は、水中で内燃機関を運転するために用いられる吸気管で、名称は低地ドイツ語方言の「シュノルヒェル（鼻）」に由来する。軍事においては、一般的にスノートとも呼ばれる。
本項目では主に潜水艦のディーゼルエンジンについて述べるが、後述の通り自動車等にも用いられる。

## 概要

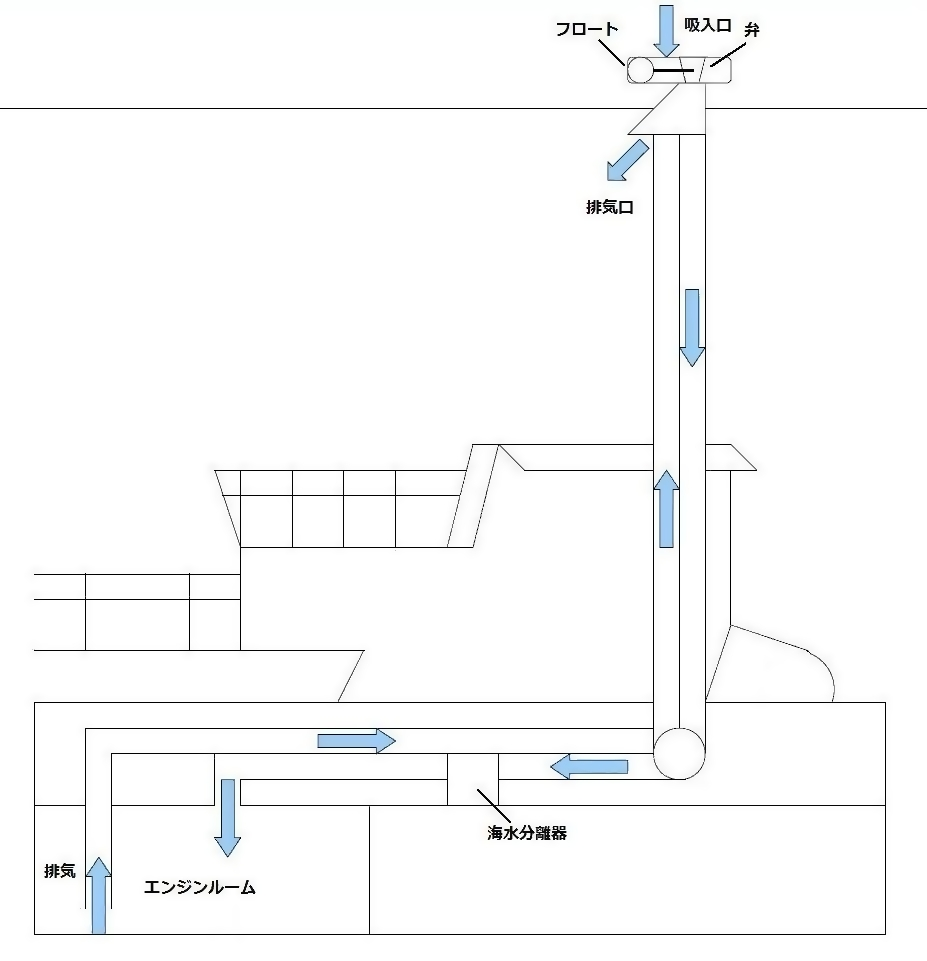
UボートVII型に採用された方式のシュノーケル

通常動力型潜水艦は、「潜水艦」の中でも連続潜航能力が比較的に制約される艦艇である。代表的な通常動力型潜水艦であるディーゼル・エレクトリック方式の場合、艦内に蓄えた空気はエンジンを運転するには不十分であり、シュノーケルの開発以前には浮上中にしかエンジン推進できなかった。そのため、浮上中にディーゼルエンジンで発電して二次電池に充電、潜航時にはその電気によりモーター推進するのが一般的であった。
潜航時間を延ばすためには二次電池の容量を増やすことになるが、この方法は、艦内の容積から限界があった。
シュノーケルは、この問題を解決するために採用されたもので、水面上に突き出した吸気管からディーゼルエンジンへの吸排気を行い、継続的な潜航を可能とする装置である。シュノーケルの安全な使用には浸水を防ぐための弁が必要なところ、初期にはシュノーケル先端部が海水に没するとフロートが持ち上がり、連結されている吸入口が閉じられる単純な構造の物が用いられた。その後、電磁弁が採用されている。
シュノーケルの欠点として、管の長さにより潜航深度は浅く限定されてしまう。また、管が波を被るような荒天時には弁が閉じて艦内の気圧が急速に低下する問題もあり、使用が制限される。

## 歴史
シュノーケルは、アメリカ人技術者であるサイモン・レークが1894年に開発した潜水艦、アルゴノートに装備されたことに始まり、1906年には日本初となる潜水艦ホランド改型である「第六型潜水艦」にも採用されている。初期のシュノーケルは単なる筒でしかなく、筒が海水下に沈むことで大量の海水が艦内に入り込み、それを防止する機能が十分でなかった。自動閉鎖機構の開発後も信頼性が低く、日本海軍の第六潜水艇はガソリンエンジンに装備されていたシュノーケルの閉鎖不良により浸水・沈没事故を起こしている。
その後、オランダ海軍中佐であったJ・Jウィッカースが、艦内換気用として利用されていたシュノーケルでディーゼルエンジンを駆動させる事ができないか検討したことから、シュノーケルは発展する。ウィッカースは、筒先端部にフロートを利用した弁を取り付けることで海水の流入を防くことができる実用的なシュノーケルを開発し、オランダ海軍O-19級潜水艦のO-19とO-20に取り付けて実験し、良好な結果を残した。オランダ海軍は、ウィッカースの開発したシュノーケルを次のO-21級潜水艦にも装着した。
1940年、ドイツ軍はオランダを占領した際、ウィッカース方式のシュノーケルを装備していたO-21級潜水艦のO-25・O-26・O-27を鹵獲した。ドイツで実験が行われるも、当初はあまり関心が寄せられなかった。しかし、大戦後半になるにつれ連合軍の哨戒飛行艇が多数配備され、対水上レーダーも進歩してくると、ドイツ潜水艦の浮上航行中の損害が増し始めた。そこで、Uボートの長時間潜航の可能性をカール・デーニッツとヘルムート・ヴァルターが検討した結果、シュノーケル装備が見直されることとなった。エンジンに直接配管されたオランダ方式に対して、ドイツ海軍は吸入口のみを単純に艦内部に引き込む方式へと変更し、採用している。
当初は、シュノーケル自体をレーダーで捕捉することができたが、ドイツは対抗策としてタルンマッテと呼ばれる電波吸着塗料を塗布したゴムカバーをシュノーケルに被せる事によりレーダー波を吸収・散乱させることで、被発見率を大幅に下げることに成功している。ただし、完全に探知されない訳ではなく、4.8km以内ではレーダー探知が可能であった。また、シュノーケル使用中は航跡を引くため航空機から発見される可能性があり、シュノーケルから出される排気煙などを目標に目視での探索が行われている。一時的に損害を減らすことができたが、新しい探知装置が開発され護衛空母などが配備されたことにより、再びドイツ潜水艦の損害は増している。その他、僅かではあるが、シュノーケル先端部に敵の対水上レーダーを逆探知するナクソスレーダー探知機が取り付けられたものがある。

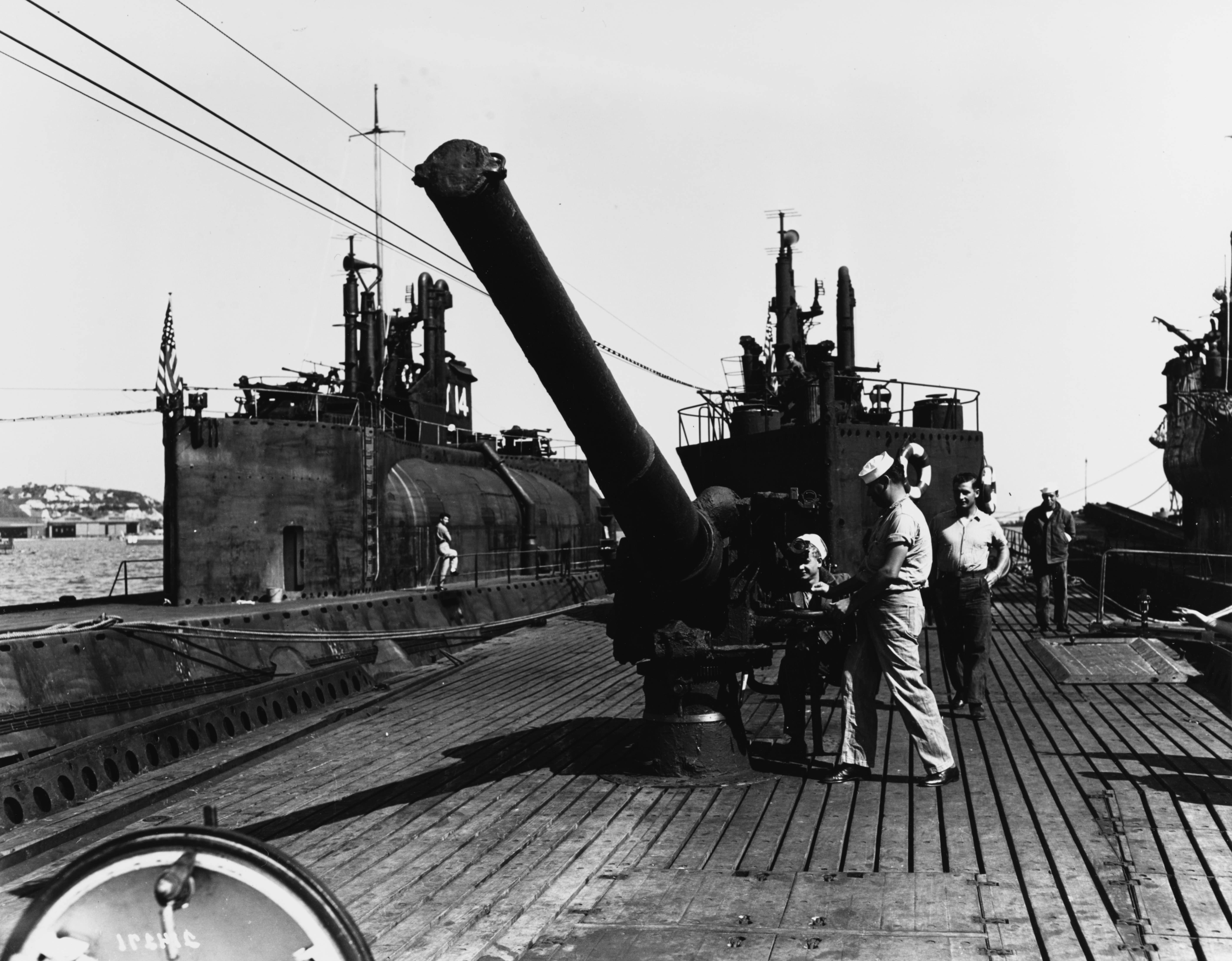
水中充電装置を装備した日本海軍の伊14及び伊400。頂部がm字状の筒が艦橋構造物から突き出ている。

日本海軍も、太平洋戦争の末期にシュノーケル装置の実用化を図り、1945年（昭和20年）に入って「水中充電装置」の名称で既成艦および建造中の艦に導入した。装備化されたのは昇降式のタイプで、起倒式のものはない。日本海軍の潜水艦の主機関の艦本式一号および二号は2サイクルディーゼルエンジンであり、排気圧力が低くて水中排気には不適切（水上でも排気管水没時に排気の逆流がしばしばあった）であったため、おもに補助発電機（4サイクル機関で駆動）用の三菱式400KW、
川崎式450KW、特型450KWなどに装備された。補助発電機を有しない艦で、主機関が艦本式ニ十一号、二十ニ号、ニ十三号、ニ十四号は4サイクルディーゼルエンジンであり、片舷主機に装備（主機関が1基のみの場合はその主機関に装備）した。
アメリカ海軍も、第二次世界大戦時に入手したドイツ海軍潜水艦を研究した結果、シュノーケルの価値を評価した。1945年8月にR級潜水艦R-6で試験を行った後、潜水艦推力増強計画による近代化改装で既存艦に追加装備するなどしている。
第二次世界大戦後は各国の通常動力型潜水艦にシュノーケルが幅広く用いられている。
なお、潜水艦の歴史の初期段階から続いているシュノーケルを原因とする沈没事故（と思われる事例）は、アルゼンチン海軍のサンフアン沈没など21世紀においても発生している。

## 自動車用シュノーケル

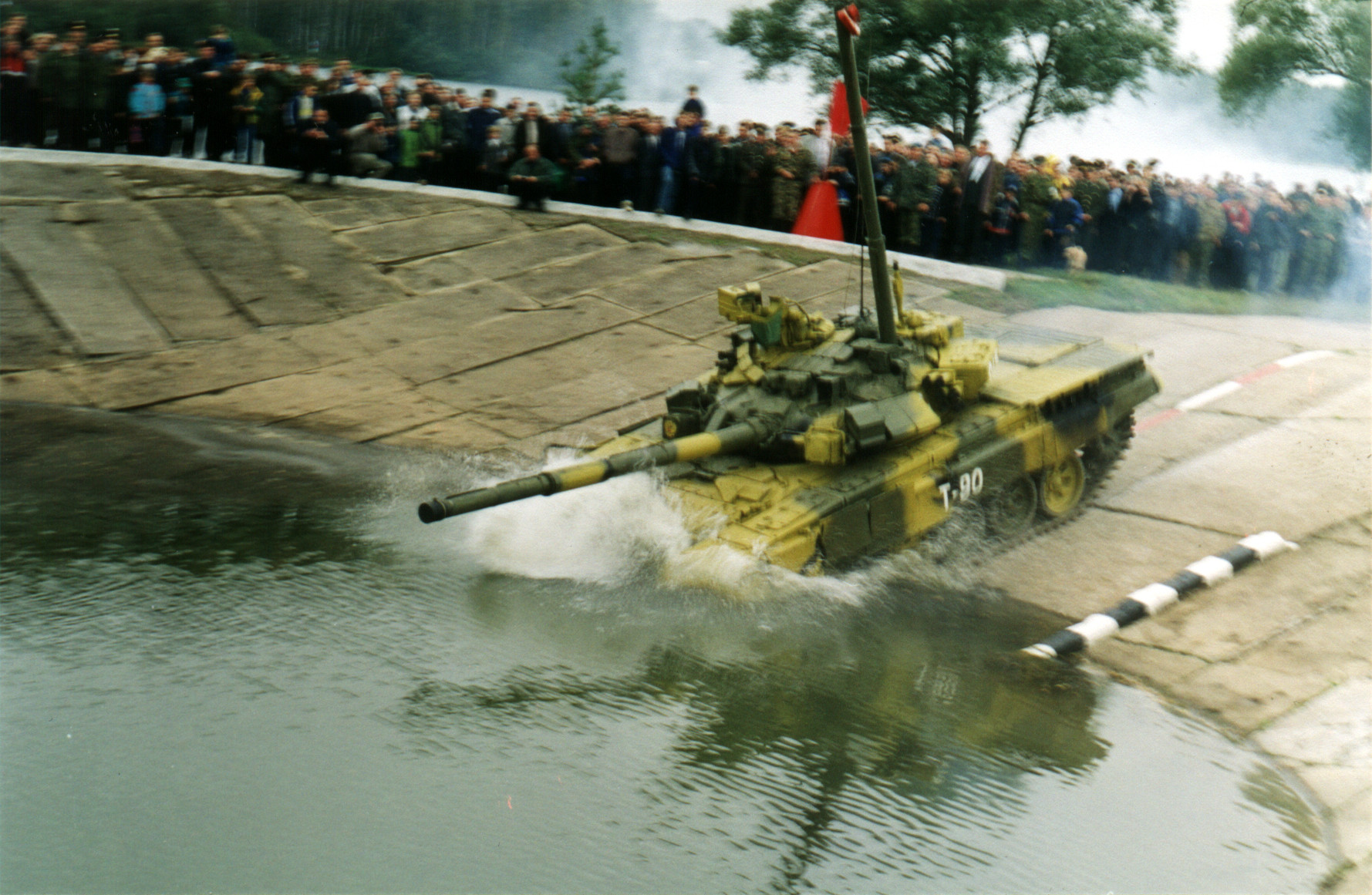
シュノーケルを装着したT-90戦車

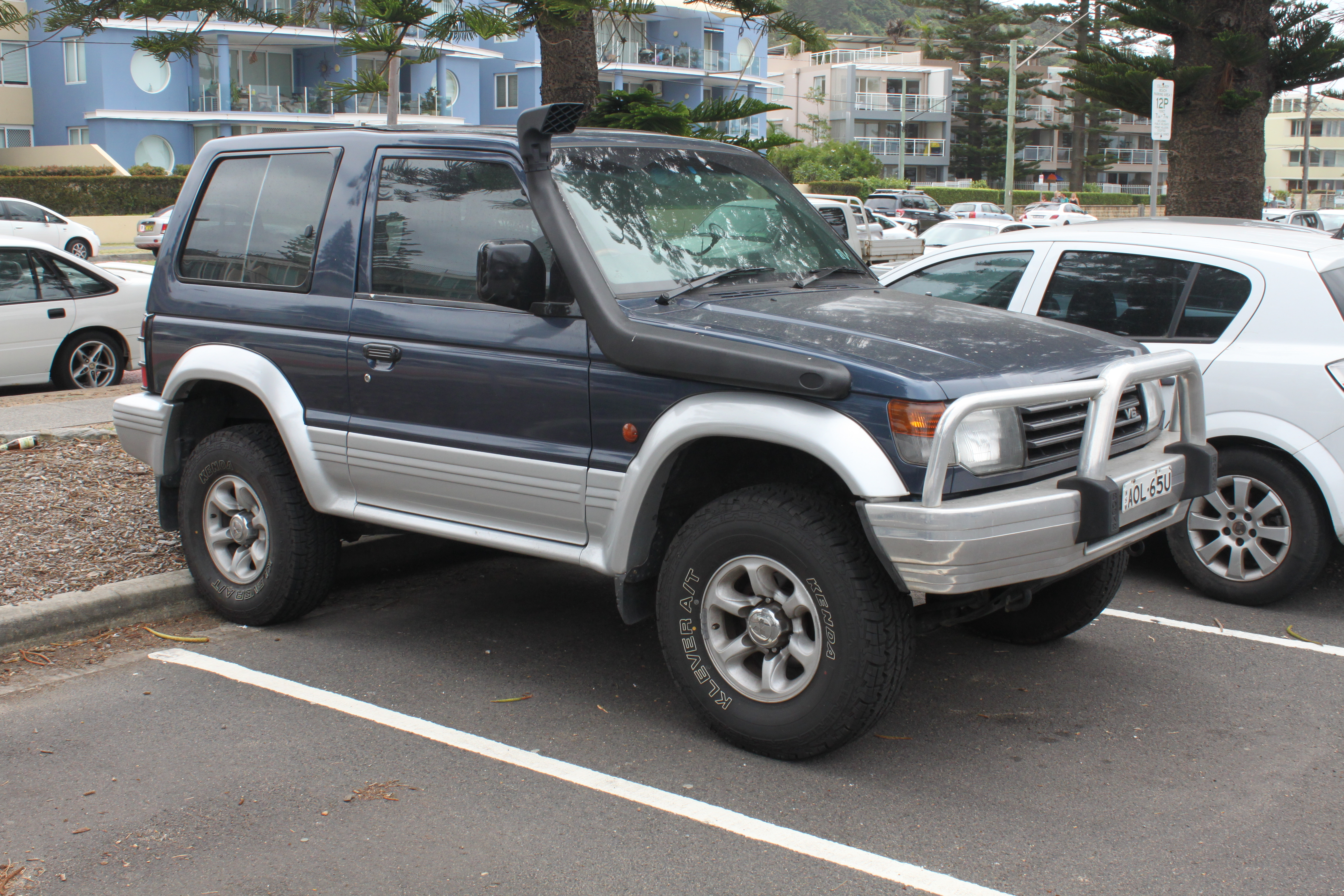
シュノーケルを装着した三菱・パジェロ

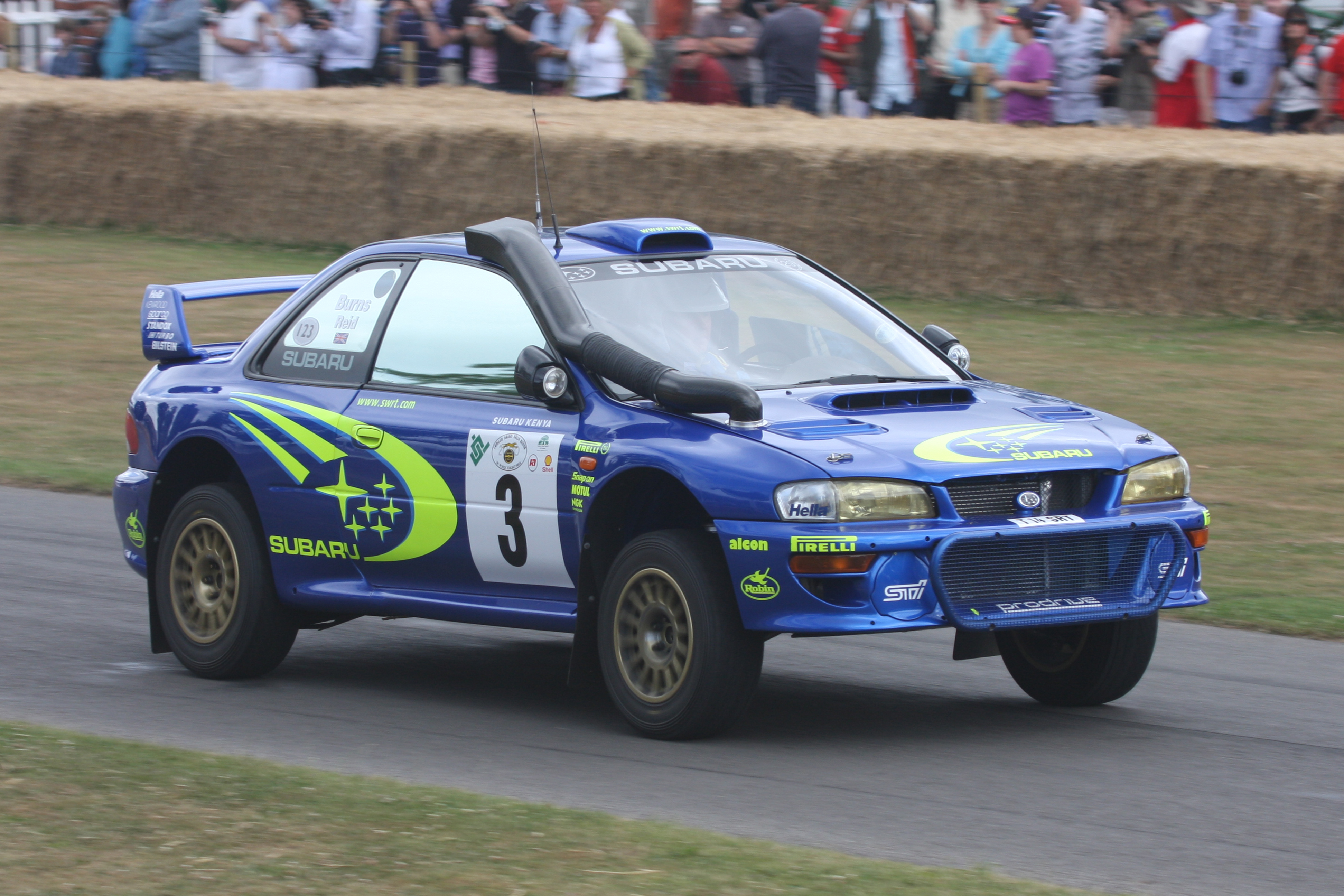
2000年サファリラリーのスバル・インプレッサ。シュノーケル吸気口が車両後方を向いている。

シュノーケルは時にオフロード走行、特に渡河が想定される自動車等に取り付けられることもある。
戦車などの装甲戦闘車両でも、河川などを通過する場合には乗車用ハッチに取り付け、使用する。また民生用車両においても、特にクロスカントリー志向のハードなSUVを中心に同様の目的で装着されることがある。多くの場合はフロントフェンダーに通風のための穴を開け、Aピラーを這わせてルーフと同等の高さに吸気口を設けるダクトの形状をしている。
なおサファリラリーなど砂塵の多い地域を走行する場合も装着されるが、この場合防塵性能を重視してか一般的なラム圧過給を狙ったインテークとは逆に吸気口が車両後方を向いている。